# 加藤美佳 (スピードスケート選手)

加藤 美佳（かとう みか）は愛知県名古屋市出身のショートトラックスピードスケートの元日本代表選手。現姓は吉永。加藤美善は実妹。
1970年代末から1980年代初めにかけ活躍し、1983年の世界選手権後現役を退いた。
愛知女子商業学園高等学校－中京大学－邦和土地
息子の吉永一貴もショートトラックスピードスケート日本代表選手で、1500m日本記録保持者。

## 主な競技成績
- 1980年全日本ショートトラックスピードスケート選手権大会優勝
- 1980年ISUショートトラック選手権（3月22日－23日イタリア、ミラノ）総合2位
- 1981年全日本ショートトラックスピードスケート選手権大会（3月1日－2日、名古屋）優勝
- 1982年全日本ショートトラックスピードスケート選手権大会（3月2日－3日、京都）優勝
- 1982年世界ショートトラックスピードスケート選手権大会（4月2日－4日、カナダ）総合4位
- 1983年世界ショートトラックスピードスケート選手権大会（4月8日－10日、東京・品川）総合3位